# Ukigusa
Ukigusa (浮草, Les herbes flotants) és una pel·lícula dramàtica japonesa de 1959 dirigit per Yasujirō Ozu, protagonitzat per Nakamura Ganjirō II i Machiko Kyō. És un remake de la pel·lícula muda en blanc i negre d'Ozu  Ukikusa monogatari  (1934) i considerada com una de les millors pel·lícules mai fetes.

## Argument
Durant l'estiu de 1958 a una ciutat costanera al Mar Interior, una companyia de teatre itinerant arriba amb vaixell, encapçalada per l'actor principal i propietari de la companyia, Komajuro. Mentre la resta de la companyia recorre la ciutat per donar a conèixer la seva aparició, Komajuro visita la seva antiga amant, Oyoshi, que regenta un petit restaurant a la ciutat. Tenen un fill gran, Kiyoshi, que treballa a l'oficina de correus com a empleat de correus i està estalviant per estudiar a la universitat. No obstant això, no sap qui és Komajuro, ja que li han dit que és el seu oncle. Komajuro convida a Kiyoshi a pescar al mar.
Quan Sumiko, l'actriu principal de la companyia i actual xicota de Komajuro, s'assabenta que Komajuro està visitant la seva antiga amant, es posa gelosa i visita el restaurant d'Oyoshi. Komajuro la persegueix ràpidament i s'enfronta a ella. Ell li diu que es retiri del seu fill i decideix trencar amb ella. La Sumiko titlla Komajuro d’ingrat i li recorda les vegades que l'ha ajudat en el passat.
Un dia, Sumiko ofereix a Kayo, una jove actriu de la mateixa companyia, uns diners i li demana que sedueixi en Kiyoshi. Encara que Kayo inicialment es mostra reticent, accepta després de la insistència de la Sumiko sense que li digui per què. No obstant això, després de conèixer en Kiyoshi durant un temps, s'enamora d'ell i decideix dir-li a Kiyoshi la veritat sobre com va començar la seva relació. Kiyoshi no es desanima i diu que no li importa, i finalment la seva relació és descoberta per Komajuro.
Komajuro s'enfronta a Kayo, que li explica el muntatge de Sumiko, però només després d'assegurar-se que ara estima en Kiyoshi i no ho fa per diners. Komajuro discuteix amb la Sumiko i li diu que desaparegui de la seva vista. Ella demana la reconciliació però ell està indignat.
Mentrestant, les actuacions a l'antic estil kabuki de la companyia no aconsegueixen atraure els residents de la ciutat; els altres actors realitzen les seves pròpies diversions romàntiques en negocis locals, com ara un prostíbul i una barberia. Finalment, el gerent de la tropa els abandona i un actor de suport s'escapa amb els fons restants. En Komajuro no li queda més remei que dissoldre la companyia, i es troben junts i melancòlics de nit. Komajuro va a casa d'Oyoshi i li explica la ruptura. L'Oyoshi el persuadeix perquè li digui a Kiyoshi la veritat sobre la seva paternitat i després es quedi amb ells a casa seva com a família. Komayuro està d'acord.
Quan Kiyoshi torna amb Kayo, Komajuro s'enfada tant que els colpeja a tots dos repetidament, provocant una baralla entre Kiyoshi i ell. Per sufocar la baralla, Oyoshi li revela la veritat sobre Komajuro. Kiyoshi primer respon que ho havia sospitat tot el temps, però després es nega a acceptar en Komajuro com el seu pare, dient que l'ha anat bé sense ell fins ara i puja les escales. Tenint en compte la reacció de Kiyoshi, Komajuro decideix marxar després de tot. Kayo vol unir-se a Komajuro per ajudar-lo a aconseguir l'èxit per la família, però Komajuro li demana que es quedi per ajudar a fer de Kiyoshi un bon home, com en Komajuro sempre ha esperat. En Kiyoshi després canvia d'opinió i baixa les escales a buscar en Komajuro, però el seu pare ja ha marxat, i l'Oyoshi li diu a en Kiyoshi que el deixi anar.
A l'estació de tren de la ciutat, Komajuro intenta encendre un cigarret però no té llumins. Sumiko, que està asseguda a prop, li ofereix una llum. Ella li pregunta on va i li demana que l'acompanyi ja que ara no té on anar. Es reconcilien i Sumiko decideix unir-se a Komajuro per començar de nou amb un altre empresari a Kuwana.

## Repartiment
- Nakamura Ganjirō II - Komajuro
- Machiko Kyō - Sumiko
- Hiroshi Kawaguchi – Kiyoshi
- Haruko Sugimura - Oyoshi
- Ayako Wakao - Kayo
- Hitomi Nozoe - Aiko (filla del barber)
- Chishū Ryū – Propietari del teatre
- Kōji Mitsui - Kichinosuke
- Haruo Tanaka - Yatazo
- Mantarō Ushio - Sentaro
- Mutsuko Sakura – O-Katsu
- Natsuko Kahara - Yae
- Tatsuo Hanabu - Rokuzaburo
- Tadashi Date - Senshō
- Toyoko Takahashi – Mare d’Aiko
- Hikaru Hoshi – Kimura
- Yosuke Irie - Sugiyama
- Kumeko Urabe – Shige
- Masahiko Shimazu - Masao
- Tsûsai Sugawara – Comprador

## Producció
Ukigusa, l'única pel·lícula d'Ozu per a Daiei, es va produir a instàncies de l'estudi després que va completar Ohayo, amb la que havia complert l'obligació contractual del director de completar una pel·lícula per any per a Shochiku. Ozu va planejar primer refer Ukikusa monogatari per a Shochiku, i el títol tenia la intenció de ser Actor mediocre (大根役者 daikon yakusha; les estrelles (la majoria de les quals estaven vinculades a Shochiku) havien de ser Eitarō Shindō i Chikage Awashima com a protagonistes principals, Masami Taura i Ineko Arima com a protagonistes joves, i Isuzu Yamada com l'antiga mestressa. El rodatge s'havia retardat l'any 1958 a causa d'un hivern inesperadament suau a la regió de Niigata, on Ozu havia esperat filmar un lloc nevat; quan va sorgir l'oportunitat de Daiei, va seguir el seu pla de traslladar el rodatge a un escenari d'estiu a la vora del mar a Wakayama. Els protagonistes van ser substituïts principalment per actors contractats de Daiei, i el títol es va canviar en deferència a Nakamura Ganjirō II, la respectada estrella del teatre kabuki que va interpretar al protagonista. (When Kiyoshi charges Komajūrō with hamming it up, the actor asserts that it's the style of acting that his public pays to see.)
En una mena de càsting, Ozu va aconseguir Kōji Mitsui de Shochiku per al seu setè i últim paper per al director, com el personatge que condueix la subtrama sobre les escapades amoroses dels actors secundaris; com Hideo Mitsui, l'actor havia interpretat el fill del protagonista en la versió de 1934.
La companyia primer s'observa primer interpretant una escena d'una obra de teatre sobre Chuji Kunisada, una figura històrica del segle xix que va ser romanticitzada en diverses obres de teatre, novel·les i pel·lícules com un heroi estil Robin Hood que habita al bosc. A l'escena mostrada, Kunisada (interpretat per Sumiko) s'acomiada dels seus fidels companys, Gantetsu i Jōhachi, al mont Akagi. Les oques salvatges que volen cap al sud durant l'hivern i els corbs que tornen als seus nius s'utilitzen com a imatges de comiat. Ozu inclou una petita broma a la posada en escena de l'escena per confirmar que no es tracta d'un grup d'actors molt polit. Quan Gantetsu fa la frase, "Les oques salvatges criden mentre volen cap als cels del sud", assenyala fora de l'escenari a l'auditori. Així, quan la Sumiko, com a Chuji, gira l'escenari a l'esquerra per pronunciar la línia "I la lluna baixa darrere de les muntanyes occidentals", en realitat està mirant cap a l'est.
Malgrat la fama de Nakamura Ganjirō II com a estrella destacada del teatre kabuki, se'l mostra aplicant-se maquillatge complet però no filmat a l'escenari, tot i que se l'escolta fora de la pantalla mentre el públic el veu actuar i els actors lamenten entre bastidors la poca assistència a l'espectacle.

## Estrena

### Als cinemes
Ukigusa es va estrenar el 17 de novembre de 1959. Es va estrenar als cinemes als Estats Units per Altura Films International el 24 de novembre de 1970..

### Mitjans domèstics
Ukigusa va ser llançat al DVD de la Regió 1 per Criterion Collection el 20 d'abril de 2004, com un conjunt de dos discos amb Ukikusa monogatari. Una pista d'àudio alternativa conté un comentari de Roger Ebert.
Els subtítols per a l'edició de Criterion d’ "Ukigusa" es prenen llibertats amb les línies pronunciades per Kōji Mitsui al principi de la pel·lícula: mentre passejava pel poble amb un vestit de Kabuki promocionant la companyia, se li demana el nom d'una prostituta que considera poc atractiva. Ell respon "Kinnosuke" en lloc del nom real del seu personatge, Kichinosuke. Quan sembla sorprès, aclareix que ell és "Kin-Chan", fent-li burla que és el famós actor de Kabuki Kinnosuke Nakamura, que era conegut popularment com "Kin-Chan", una abreviatura del seu nom adjunt. amb "Chan", un honorífic japonès d'afecte. No obstant això, en contra de les pronunciacions clares de Mitsui, el subtítol de Criterion fa que primer s'identifiqui com "Mifune", i després de la seva sorpresa diu "Toshiro", presumiblement un esforç per fer que l'intercanvi sigui rellevant per al públic occidental utilitzant el nom d'una estrella japonesa més identificable.

## Recepció
Ukigusa és àmpliament aclamada pels crítics de cinema. Roger Ebert va donar a la pel·lícula quatre estrelles de quatre, i la va incloure a les seves "Deu millors pel·lícules de tots els temps" el 1991. Alan Bett de The Skinny va donar a la pel·lícula cinc de cinc estrelles. Tom Dawson de BBC li va donar quatre estrelles de cinc. Allan Hunter de Daily Express la puntua 4/5, while Stuart Henderson de PopMatters li dona 9/10.
La pel·lícula té una puntuació del 96% a Rotten Tomatoes basat en les crítiques de 23 crítics. El consens crític del lloc afirma: "Ukigusa presumeix de la bellesa visual i la profunda tendresa de les pel·lícules més memorables del director Yasujiro Ozu, i és una de les poques gravacions mestres en color".
El 2002, el director de cinema nord-americà [James Mangold] va classificar Ukigusa com una de les millors pel·lícules de tots els temps. Va dir: "Ozu és el director de cinema més gran del món del que mai han sentit a parlar. Un poeta, humanitari, estilista, innovador i un director d'actors brillants. Recomanaria la pel·lícula a qualsevol persona amb un cor que sàpiga que la direcció és més que moure la càmera." L'any 2009 la pel·lícula es va classificar al núm. 36 a la llista de les "Més grans pel·lícules japoneses de tots els temps" de la revista de cinema japonesa Kinema Junpo. El 2012, el director de cinema espanyol José Luis Guerín, així com dos directors més, va enumerar la pel·lícula com una de les millors mai fetes.